# Albizia xerophytica
Albizia xerophytica là một loài thực vật có hoa trong họ Đậu. Loài này được J. Linares mô tả khoa học đầu tiên năm 2005.